# Lola Cueto
María Dolores Velázquez Rivas, conocida como "Lola" Cueto (2 de marzo de 1897-24 de enero de 1978) fue una artista polifacética que se desarrolló en los campos de la escritura, dramaturgia, pintura, grabado, tapices con técnica de cadeneta y musgo, papel picado, lacas, diseñadora de marionetas y marionetista. Perteneció a la generación de mujeres artistas de la segunda mitad del siglo XX que rompieron la imagen y roles sociales que restringían a las mujeres al trabajo del hogar, dedicadas a la familia. Asimismo, al estudiar en la Academia de San Carlos se enfrenta a un ambiente artístico fundamentalmente constituido por varones. Coleccionista de arte popular mexicano, particularmente de juguetes, lo que la llevó a incursionar y desarrollar teatro infantil, creando juegos, títeres y compañías de teatro guiñol, como El Nahual. Esta expresión tenía los preceptos de “enseñar, alfabetizar, educar y divertir”.

## Biografía
María Dolores Velázquez Rivas nació en la Ciudad de México el 2 de marzo de 1897, sus padres fueron Manuel Mateos Cejudo y Ana María Rivas de Ricard. Ella tomó el apellido Velázquez del tercer esposo de su madre, Juan Velázquez. La infancia y adolescencia de Lola transcurren en una casa del siglo XIX en la calle de Lerdo, en la colonia Villa de Azcapotzalco. 
Ingresó a la Academia de San Carlos en 1909 cuando tenía doce años de edad, como una de sus primeras alumnas, rompiendo las normas sociales para las mujeres en ese momento. Fue parte de un grupo de estudiantes, incluyendo a David Alfaro Siqueiros y a Andrés Audifred que se rebelaron en contra de los métodos tradicionales de enseñanza de la Academia. Se cree que ella fue la primera alumna en ser admitida en las clases de dibujo de desnudos. Sus estudios en San Carlos fueron interrumpidos por la Revolución mexicana, en 1915 se inscribe nuevamente en la Escuela Nacional de Bellas Artes en las materias de artes decorativas, grabado, desnudo, primero de francés y paisaje, según el registro de inscripción 510 del 22 de marzo. Más tarde entró en la Escuela de Pintura al Aire Libre en Santa Anita, también conocida como la Escuela de Barbizón, creada y dirigida por Alfredo Ramos Martínez. En 1913 inicia su carrera docente como profesora de dibujo en la Escuela Nocturna para Obreros.
El 24 de septiembre de 1919, se casó con el escultor vanguardista Germán Cueto Vidal, dos años después en 1924 se establecen en una privada en la esquina de la calle de Mixcalco y Leona Vicario, donde eran vecinos de Diego Rivera y Lupe Marín. La pareja frecuentó los círculos artísticos e intelectuales, principalmente a los llamados estridentistas, de la Ciudad de México, que incluía a Ramón Alva de la Canal, Fermín Revueltas, Germán List Arzubide, Manuel Maples Arce y Arqueles Vela. En esa oportunidad asumió el apellido de su marido como propio (no siendo una práctica común en México), siendo más conocida como Lola (diminutivo de Dolores) Cueto.
El 5 de mayo de 1920 nace Ana María Cueto Velázquez y el 3 de febrero de 1922 nace su segunda hija Mireya Cueto Velásquez.
Entre 1927 y 1932 la pareja vive en Europa, primero llegan a una provincia de Santander, España y posteriormente se instalan en París. Su cercanía con la pintora María Gutiérrez Blanchard les permitió a ambos desarrollarse artísticamente, es ella quien les presenta a Angelina Beloff. Allí tuvieron su primer contacto con el diseño de marionetas de mano y las marionetas. Durante esta época Lola participó en exposiciones de tapices en París, Barcelona, Holanda, Nueva York y México. En 1931 Lola y German se encuentran con German List Arzubide y juntos proyectan un programa de títeres, la participación de Angelina Beloff experta en el tema despeja dudas y da certezas para los inicios y formación de los posteriores grupos de titiriteros. Ya para 1932 cuando muere María Gutiérrez Blanchard y bajo un ambiente de inestabilidad en Europa por la Segunda Guerra Mundial, la familia Cueto Velásquez decide regresar a México en el transbordador Cristóbal Colón. De regreso a México el 29 de julio de 1923 Lola es nombrada maestra del Taller de Artes y Oficios para Mujeres en el Departamento de Enseñanza Técnica de la Secretaría de Educación Pública. 
Como parte de la Liga de Escritores y Artistas Revolucionarios (LEAR) al lado de Angelina Beloff, Teodoro Méndez, Enrique Asaad, Graciela Amador Leopoldo Méndez, Roberto Lago y Abel Plenn, llevan a cabo la primera función de guiñol en México y en 1933 nacen sus primeros personajes bajo el repertorio de Comino, El gigante Melchor y El Renacuajo paseador. En 1934 se le otorga el nombramiento de animadora teatral del Teatro Escolar del Departamento de Bellas Artes.
En 1936 surge la compañía Nahual dirigida por Lola Cueto, Francisca Chávez, Roberto Lago y Guillermo López, hasta 1966 son innumerables las presentaciones de teatro guiñol que ofrecen junto con el grupo Colorín. En este mismo año Lola es nombrada profesora de tapices en el Colegio de La Paz Vizcaínas. Entre 1939 y 1942 Lola cursa grabado y litografía en la Escuela Nacional de Artes Plásticas, distinguiéndose en la técnica de mezzotinta o “manera negra”.
Algunas fuentes plantean que en 1936 German y Lola se separan, y para el 19 de julio de 1940 se divorcian, lo cual le implicó dos importantes decisiones. La primera fue adoptar a su hijo Jorge Cueto Velásquez, de cinco años, e ingresar a la Orden Rosacruz-AMORC con sede en San José California, a la que pertenece hasta su muerte.
En 1944 junto con Roberto Lago exponen e imparten cursos en San Luis, Misuri, por invitación de la Asociación Puppeteers of America. Entre 1950 y 1961 imparte clases de grabado en Mexico City Collage (hoy Universidad de las Américas) Arnold Belkin y José Luis Cuevas cuentan como sus alumnos. En 1957 el Instituto Nacional de Bellas Artes reconoce sus 25 años como docente y directora de teatro guiñol. 
María Velásquez Rivas muere a los 82 años en su casa en la calle de Nicolás Bravo de San Jerónimo, el 24 de enero de 1978; por enfermedad de acidosis metabólica y diabetes mellitus. Sus cenizas se encuentran en la iglesia de El Carmen en San Ángel.

## Carrera
Lola Cueto fue una de las pocas artistas mujeres en México, junto con María Izquierdo, Olga Costa, y Helen Escobedo, en un momento en que el campo artístico estaba dominado por los hombres.
Fue reconocida por su trabajo en teatro, en especial con títeres y marionetas para niños. Germán tuvo la idea primigenia de crear marionetas y títeres cuando la pareja vivía en París, pero fue realmente ella quien prosiguió esa veta. La mayor parte de su obra de teatro estuvo relacionado con la educación. Así, fundó las Compañías de teatro Rin Run, El Nahual, y El Colorín, realizando performances y sketches educativos, tanto en zonas urbanas como rurales. Una de sus principales obras teatrales fue con Silvestre Revueltas, desarrollando entre 1933 y 1935 con el ballet de marionetas llamado "El Renacuajo Paseador". En 1940 fue presentada en el Palacio de Bellas Artes.
Además de títeres y marionetas, tuvo un gran interés en las artesanías mexicanas y arte popular, que influyó notablemente en su arte. Sus primeros trabajos en la década de 1920, fueron el diseño y la elaboración de tapicerías mientras vivía aún en París. Tales trabajos recibieron reconocimiento en exposiciones de París, Barcelona, y Róterdam.
Fue temprana creadora de esculturas abstractas. José Luis Cuevas la llamó la primera artista en México en descubrir el arte abstracto.
A finales de la década de 1930 se incorporó a la Sociedad Mexicana de Grabadores y trabajó para Carlos Alvarado Lang. Su mejor trabajo aquí fue en la técnica del grabado a media tinta (mezzotint) que se destacaban por sus juegos de luces y sombras. Realizó creaciones con grabado al aguatinta para el libro de 1947 de Roberto Lago, “Títeres Populares Mexicanos”.
Dio clases en el Mexico City College. Entre sus estudiantes estaba José Luis Cuevas.
Fue miembro fundadora de la Liga de Escritores y Artistas Revolucionarios, fundada en su propia casa.
No tuvo muchas exposiciones de su obra, pero fue descrita extensamente por la crítica de Paul Westheim y del artista Jean Charlot. Hubo una exposición individual de su obra poco después de su muerte en el Salón de la Plástica Mexicana. Treinta años después, en 2009, hubo una retrospectiva de su obra auspiciada por el Instituto Nacional de Bellas Artes.

## Trayectoria artística
Cueto fue muy conocida por su trabajo en teatro infantil, especialmente el destinado a la alfabetización básica. Su carrera también incluyó tejidos, acuarelas, dibujos, arte gráfico, óleos, aguada, junto con el diseño de marionetas, títeres, decorados de teatro, y juguetes tradicionales mexicanos. Fue reconocida como una maestra y una innovadora en la creación de marionetas y del teatro infantil.
Sus primeras obras fueron rígidas, por lo general paisajes en estilo impresionista e utilizando el método Best creado por Adolfo Best Maugard. Sus últimas obras visuales se centraron en artesanías mexicanas y arte popular, tanto en imágenes y técnicas artesanales incorporados en ellos. Un ejemplo fueron las pinturas de juguetes tradicionales mexicanos, inspirados por su preocupación de la aparición súbita de juguetes producidos en masa en México.
Aunque no era precisamente considerada como artesana, hizo trabajos con una serie de oficios tradicionales como el laqueado, diseños en papel picado, bordado, y confección de juguetes y marionetas tradicionales para obras de teatro.
En sus creaciones notables, se incluyen tapices y otros textiles bordados a máquina. Y una serie inspirada en los vitrales de las catedrales góticas, como Chartres y Bourges. Creó una serie de tapices con temas religiosos como las imágenes del Cristo primitivo y la Virgen María, altares rurales, así como representaciones de personas indígenas.